# داني هارت
داني هارت (بالإنجليزية: Danny Hart)‏ (26 أبريل 1989 المملكة المتحدة - ) هو لاعب كرة قدم بريطاني يلعب كلاعب وسط.

## روابط خارجية
- داني هارت على موقع قاعدة بيانات كرة القدم.إي يو (الإنجليزية)
- داني هارت على موقع Soccerbase.com (لاعب) (الإنجليزية)
- داني هارت على موقع Soccerway.com (الإنجليزية)